# Chiantargletscher
Der Chiantargletscher befindet sich im nördlichen Hinduraj in der pakistanischen Provinz Khyber Pakhtunkhwa.

## Lage
Der Chiantargletscher hat eine Länge von 32 km. Er strömt in westnordwestlicher Richtung durch den äußersten Norden des Chitral-Distrikts. Am östlichen Ende des Chiantargletschers ragt der 6416 m hohe Gipfel des Chiantar Sar sowie der 6222 m hohe Karka empor. Der Chiantargletscher speist den Fluss Yarkhun.